# Rhynchoribates brasiliensis
Rhynchoribates brasiliensis är en kvalsterart som beskrevs av Woas 1986. Rhynchoribates brasiliensis ingår i släktet Rhynchoribates och familjen Rhynchoribatidae. Inga underarter finns listade i Catalogue of Life.